# Thouarella (Thouarella) striata
Thouarella (Thouarella) striata is een zachte koraalsoort uit de familie Primnoidae. De koraalsoort komt uit het geslacht Thouarella. Thouarella (Thouarella) striata werd in 1907 voor het eerst wetenschappelijk beschreven door Kükenthal. 